# Simon Bolivar Buckner, Jr.
Simon Bolivar Buckner, Jr. (Munfordville, Kentucky, 18 de julio de 1886 - Okinawa, Imperio del Japón, 18 de junio de 1945) fue un militar estadounidense con el rango de Teniente General en el Ejército de los Estados Unidos, que participó en las batallas de las Islas Aleutianas y Okinawa, dentro del marco del Teatro del Pacífico de la Segunda Guerra Mundial. Sirvió en el Teatro de Operaciones del Pacífico y comandó las defensas de Alaska al principio de la guerra. Después de esa asignación fue ascendido a comandar el Décimo Ejército, que llevó a cabo el asalto anfibio en la isla japonesa de Okinawa el 1 de abril de 1945. Murió durante los últimos días de la Batalla de Okinawa por fuego de artillería enemiga, convirtiéndolo en el oficial militar de mayor rango de Estados Unidos perdido por fuego enemigo durante la Segunda Guerra Mundial. Seguiría siendo el miembro militar de más alto rango dado de baja por una acción armada extranjera hasta la muerte del teniente general Timothy Maude durante los ataques terrotistas del 11 de septiembre del 2001.
Buckner, Lesley J. McNair, Frank Maxwell Andrews y Millard Harmon, todos tenientes generales en el momento de su muerte, fueron los estadounidenses de mayor rango muertos en la Segunda Guerra Mundial. Buckner y McNair fueron promovidos póstumamente al rango de cuatro estrellas de general el 19 de julio de 1954, por una especial Ley del Congreso (Ley Pública 83-508).

## Primeros años y educación
Buckner era hijo del general confederado Simon Bolivar Buckner y de su esposa Delia Hayes Claiborne. Su padre fue gobernador de Kentucky desde 1887 hasta 1891, y fue el candidato del Partido Demócrata de Oro para Vicepresidente de los Estados Unidos en 1896. Buckner se crio cerca de Munfordville (Kentucky) y acompañó a su padre en su campaña presidencial de 1896 cuando él sirvió como compañero de fórmula del exgeneral de la Unión John M. Palmer.

## Carrera militar
Buckner estudió en el Instituto Militar de Virginia. Cuando cumplió 18 años, en el verano de 1904, su padre le pidió al presidente Theodore Roosevelt que le concediera una cita en West Point. Roosevelt accedió a esta solicitud y Buckner se graduó en la clase de 1908. Sirvió en dos campañas militares en Las Filipinas, y escribió sobre sus aventuras en "Tales of the Philippines: in the Early 1900's" (Cuentos de las Filipinas: a principios del siglo XX).  Durante la Primera Guerra Mundial, Se desempeñó como mayor temporal, inculcando disciplina a los cadetes de la aviación.

## Período de entreguerras
Durante los 17 años siguientes a mayo de 1919, las tareas de Buckner no fueron con tropas, sino con escuelas militares de la siguiente manera: cuatro años como oficial táctico en la Academia Militar de los Estados Unidos, West Point, Nueva York. Un año como estudiante en The Infantry School en Fort Benning, Georgia. Cuatro años en la Escuela de Comando y Estado Mayor, Ft. Leavenworth, Kansas, con el primer año como estudiante (graduado distinguido), luego tres años como instructor. Cuatro años en el Army War College, Washington D. C., con un año como estudiante y luego tres años como Oficial Ejecutivo. Cuatro años más en West Point, como comandante asistente y comandante de cadetes. En West Point, "Su gobierno es recordado por su progresividad constructiva, con una parte de severidad templada con un sentido duro, sólido y justicia". Sin embargo, el padre de un cadete comentó: "Buckner olvida que los cadetes nacen, no se extraen".
Buckner estuvo con tropas por el resto de su carrera. En septiembre de 1936 se convirtió en Oficial Ejecutivo del 23.º Regimiento de Infantería en Ft. Sam Houston en Texas. Promovido a coronel en enero de 1937, recibió el comando de la 66.ª infantería (tanque ligero) en Ft. Meade en Maryland. En septiembre de 1938, comandó la 22.ª Infantería en Ft. McClellan, Alabama. Desde noviembre de 1939 hasta agosto de 1940 fue Jefe de Gabinete de la 6a. División en Camp Jackson en Carolina del Sur, Ft. Benning en Georgia y Camp Beauregard en Luisiana.

## Segunda Guerra Mundial

### Alaska
Buckner fue ascendido a general de brigada en 1940 y fue asignado a fortificar y proteger a Alaska (Territorio estadounidense), como comandante del Comando de Defensa de Alaska del Ejército . Fue ascendido a mayor general en agosto de 1941.  Las aguas de Alaska, incluidas las áreas a lo largo de las islas Aleutianas y en la costa del mar de Bering, habían sido reconocidas previamente por buques navales imperiales japoneses en la década de 1930.
Tanto las fuerzas estadounidenses como las canadienses consideraron seriamente el potencial para algún tipo de acción. Cuando Estados Unidos finalmente se vio envuelto en la Segunda Guerra Mundial, la defensa de Alaska ya estaba en marcha, pero nadie sabía dónde, cuándo o cómo atacarían los japoneses. Se produjo en un sorprendente ataque sorpresa en Dutch Harbor del 3 al 5 de junio de 1942, más al oeste, las fuerzas imperiales japonesas tomaron las islas Kiska y Attu, llevando a tierra a unas 7,000 tropas (en Kiska) y casi 3,000 en Attu.
La campaña para recuperar la isla de Attu tomó casi un año. La Batalla por Attu, Operación Landcrab, ocurrió durante tres semanas en mayo de 1943. Las bajas en ambos bandos fueron altas. En la costa, unos 549 soldados estadounidenses fueron muertos, 1148 resultaron heridos y 1.814 sufrieron resfriados y enfermedades. De los 2900 miembros de la guarnición japonesa, solo 28 sobrevivieron. En alta mar y en el aire, muchas docenas de aviadores y marineros de ambos bandos perdieron la vida durante los meses de la Campaña Aleutiana.
Posteriormente, en agosto de 1943, Kiska fue invadida por soldados canadienses y estadounidenses. Al igual que en Attu, el clima conspiró para ayudar al enemigo. Se estima que 5.400 soldados y marineros habían sido retirados en secreto por la Armada Imperial al amparo de la niebla antes de la llegada de las fuerzas aliadas. Esto constituyó la campaña de las Islas Aleutianas. En 1943, fue ascendido a teniente general.

### Batalla de Okinawa

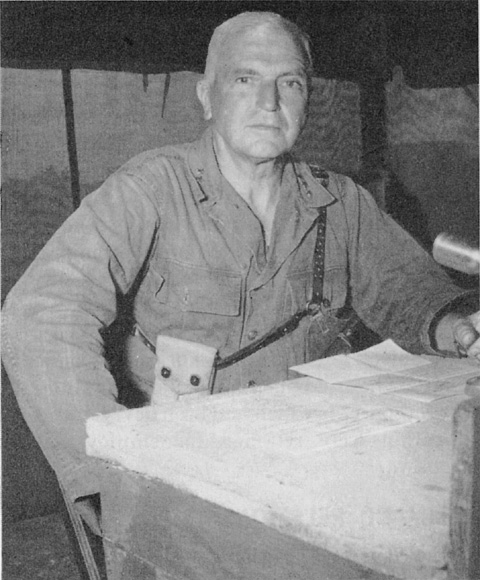
Buckner en Okinawa, 1945.

En julio de 1944, Buckner fue enviado a Hawái para organizar el Décimo Ejército, que estaba compuesto por unidades del Ejército y del Cuerpo de Marines. La misión original del Décimo Ejército era prepararse para la invasión de Taiwán. Sin embargo, esta operación se canceló y se ordenó a Buckner que se preparara para la Batalla de Okinawa. A partir del 1 de abril de 1945, resultó ser la batalla naval, terrestre y aérea más grande, lenta y sangrienta de la historia militar estadounidense.
Una cita suya de 1945 apareció publicada en los periódicos, cuando dijo que tenía la intención de cristianizar a los japoneses y que "la mejor manera de hacerlo era darles un entierro cristiano".

## Muerte

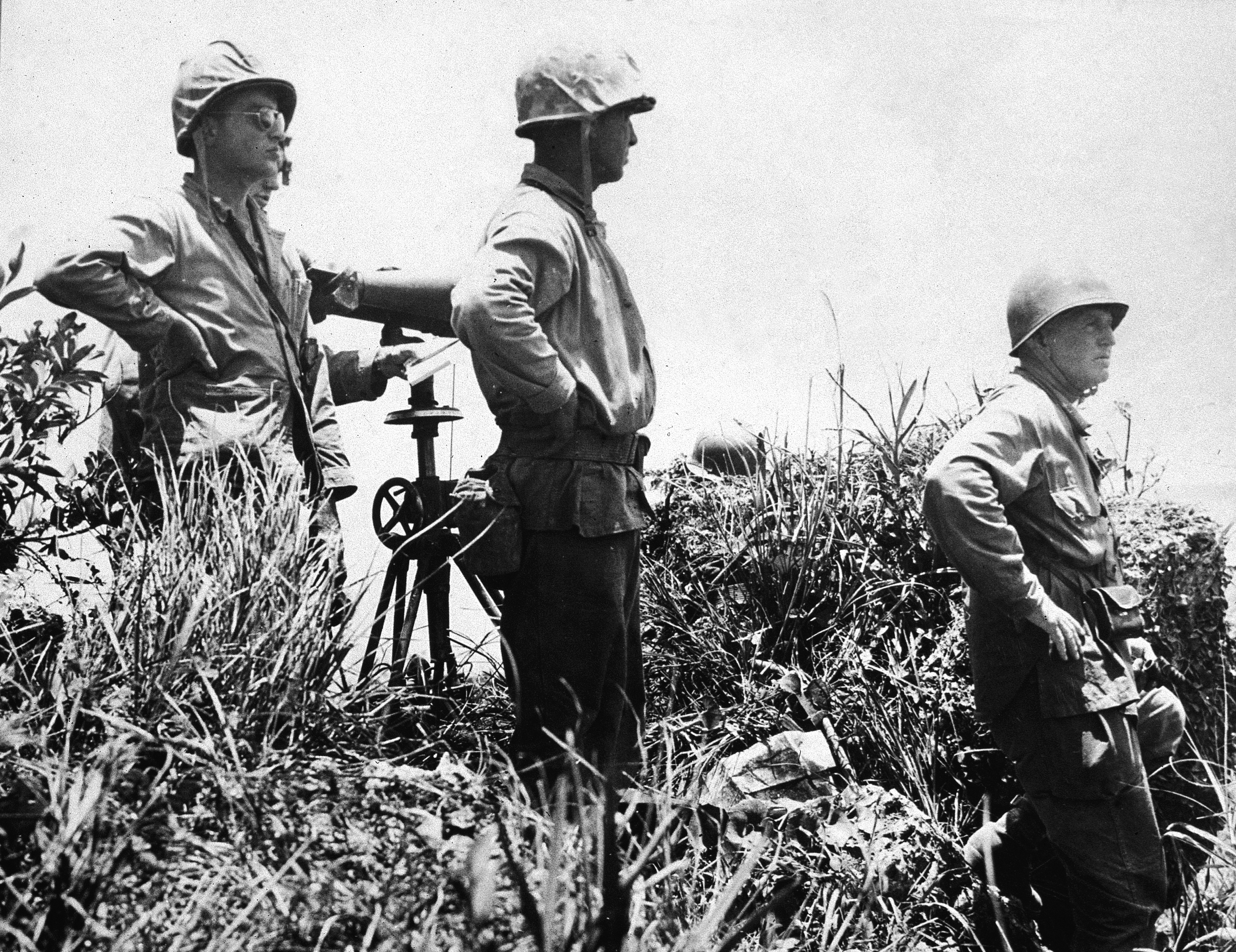
La última fotografía de Buckner (derecha), tomada justo antes de ser asesinado por un proyectil de artillería japonés.

El 18 de junio, Buckner llegó en su jeep de comando que enarbolaba su bandera estándar de 3 estrellas para visitar un puesto de observación delantero en una cresta aproximadamente a 300 yardas detrás de las líneas del frente, mientras la infantería de marina avanzaba en la cresta Ibaru, controlada por los japoneses. Las visitas del general no siempre eran bienvenidas, ya que su presencia frecuentemente atraía el fuego enemigo, generalmente cuando se iba. Buckner había llegado con sus tres estrellas estándar en la parte delantera de su casco de acero y un puesto de avanzada cercano de la Marina envió una señal a la posición de Buckner indicando que podían ver claramente las tres estrellas del general en su casco. Dicho esto, Buckner reemplazó su propio casco por uno sin marcar.
Mientras Buckner se encontraba en el puesto avanzado, un pequeño proyectil de artillería japonesa de trayectoria plana de calibre desconocido (estimado 47 mm) golpeó un afloramiento de roca de coral cerca de él y los fragmentos que se desprendieron perforaron su pecho. Buckner fue llevado en camilla a una estación de ayuda cercana, donde murió en la mesa de operaciones. Le sucedió en el mando el general de marina Roy Geiger. El total de muertes estadounidenses durante la batalla de Okinawa fue de 12.513.
Buckner fue enterrado en la parcela familiar en el cementerio de Frankfort en Frankfort (Kentucky).

## Vida personal
Buckner estuvo casado con Adele Blanc Buckner (1893–1988). Tuvieron tres hijos: Simon Bolivar Buckner III, Mary Blanc Buckner y William Claiborne Buckner. Fue promovido póstumamente al rango de general de cuatro estrellas el 19 de julio de 1954 por una ley especial (Public Law 83-508).

## Legado
Nombrado en honor de Buckner:
- Fort Buckner, un ejército de subpuesto del Cuerpo de Marines de Camp Foster, en Okinawa, es la sede del 78.º Batallón de Señales y de la Compañía Electrónica del 53.º Batallón de Señales, e incluye un pequeño monumento al propio Buckner.
- El general US NS Simon B. Buckner (T-AP-123), un transporte de tropas de la clase Admiral WS Benson.
- La bahía de Nakagusuku en el lado este de Okinawa fue apodada "Bahía de Buckner" en la década de 1940 por personal militar estadounidense. A menudo se refieren a ella con ese nombre hasta el día de hoy, incluso en la correspondencia oficial.
- El Campamento Buckner de West Point, donde los niños de primer año (estudiantes de segundo año entrantes) ingresan a Cadet Field Training (CFT).

Varios lugares construidos en Alaska durante la construcción militar relacionada con la Guerra Fría, que incluyen:
- Buckner Gymnasium (también Fieldhouse y Physical Fitness Center) en Fort Richardson (ahora parte de la Base Conjunta Elmendorf-Richardson ) en Anchorage, Alaska, un puesto que el general estableció durante la Segunda Guerra Mundial.
- El edificio Buckner en Whittier, Alaska, una vez el edificio más grande de Alaska por metro cuadrado.
- Buckner Drive en la subdivisión Nunaka Valley de Anchorage, originalmente construida como vivienda militar.
- Buckner Drive en Fort Leavenworth's Normandy Village.
- Puerta de Buckner en Fort Shafter, Hawái.
- Buckner Hall, el edificio de la sede en el antiguo Fort McClellan.
- Buckner Circle, la calle en el antiguo Fort McClellan donde se encontraban las casas de los oficiales superiores (20), todas frente a un espacio verde central.
- Buckner Road, Mount Vernon, Virginia, junto con McNair Road, Patton Road y Stillwell Avenue, todos los generales del ejército estadounidense en el vecindario Woodlawn Manor.